# بيدرو ألفاريز
بيدرو ألفاريز (بالإسبانية: Pedro Álvarez) (5 مايو 1970 في كولومبيا - ) هو لاعب كرة قدم كولومبي في مركز الوسط. شارك مع منتخب كولومبيا لكرة القدم. أما مع النوادي، فقد لعب مع أتلتيكو جونيور وأتلتيكو ناسيونال وأونس كالداس وإنديبندينتي ميديلين ونيويورك ريد بولز ونادي إنفيغادو.

## وصلات خارجية
- بيدرو ألفاريز على موقع الدوري الأمريكي (الإنجليزية)
- بيدرو ألفاريز على موقع قاعدة بيانات كرة القدم.إي يو (الإنجليزية)